# Le Triomphe de Plutus
Le Triomphe de Plutus est une comédie en un acte et en prose de Marivaux, représentée pour la première fois chez Comédiens Italiens le 22 avril 1728 au théâtre de l’Hôtel de Bourgogne.
Après l’insuccès de la Seconde Surprise de l'amour à la Comédie-Française, le Triomphe de Plutus servit à Marivaux de rentrée au Théâtre-Italien. Le Triomphe de Plutus, qui n’est qu’une longue ironie contre la puissance de l’argent, auprès de laquelle, surtout en amour, celle de l’esprit n’a jamais rien pesé, est même assez visiblement dirigé contre les Comédiens-français.
La pièce fut jouée avec un certain succès, connaissant douze représentations. Marivaux ne l’avoua que lorsqu’il la vit décidément acceptée par le public. Cette mise en scène, sous forme allégorique, de l’éternelle querelle entre l’esprit et l’argent, le savoir et la richesse, dans la question d’amour, dut également en partie ce succès partiel à Pannard, auquel s’était associé Marivaux, et qui en avait fait le divertissement, avec un vaudeville final, d’une verve charmante.

## Personnages
- Apollon, sous le nom d’Ergaste.
- Plutus, sous le nom de Richard.
- Armidas, oncle d’Aminte.
- Aminte, maîtresse d’Apollon et de Plutus.
- Arlequin, valet d’Ergaste.
- Spinette, suivante d’Aminte.
- Un musicien et sa suite.

## L’intrigue
Apollon et Plutus sont descendus de l’Olympe pour faire la cour à une mortelle. Apollon a pour lui la beauté, l’esprit, l’éloquence. Plutus, en revanche, est laid, vulgaire, mais il possède les écus et il sait donner si à propos au valet, à la soubrette, au père et à la fille, qu’Apollon se voit éconduit, tandis que son grossier rival triomphe. Apollon finira par perdre le pari qui avait été engagé. 

## Source
- Jean Fleury, Marivaux et le marivaudage, Paris, Plon, 1881, p. 97-8.